# Richmond upon Thames
Richmond upon Thames és un districte Londinenc, Regne Unit. Exactament de les àrees conegudes com a Sud-oest de Londres i Exterior de Londres. S'hi troba el Bushy Park i també el Richmond Park.

## Fills il·lustres
- Peter Darrell (1929-1987) coreògraf i ballarí.

## Barris de Richmond upon Thames
El districte de Richmond upon Thames està format pels següents barris:
| - Barnes - East Sheen - St. Margarets - Fulwell - Ham - Hampton - Hampton Hill - Hampton Wick - Isleworth - Kew | - Mortlake - North Sheen - Petersham - Richmond - St Margarets - Strawberry Hill - Teddington - Twickenham - Whitton |